# 根岸浜吉
根岸 浜吉（ねぎし はまきち）は、浅草の興行師である。2人おり、初代は浅草六区の大立者として知られる。

## 初代

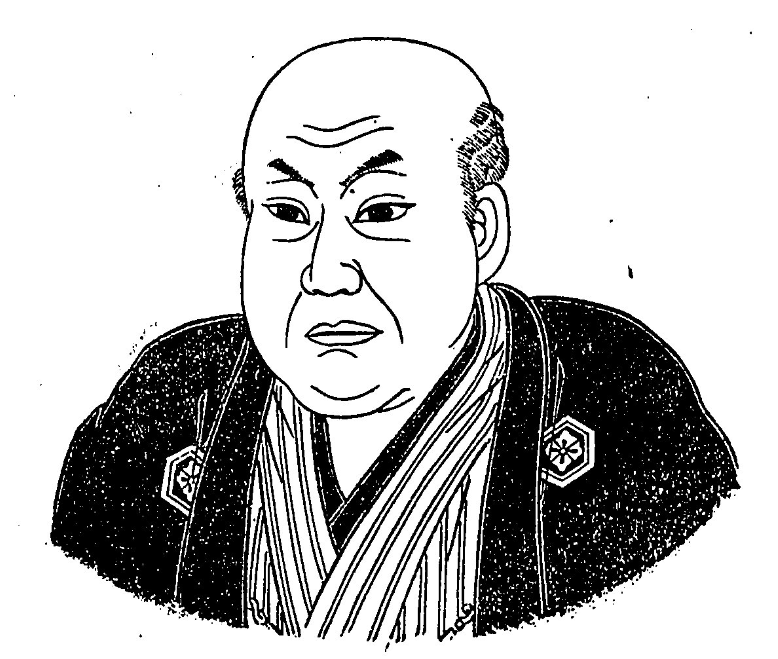
根岸浜吉の肖像画。『根岸浜吉出世鑑』1894年

根岸興行部の創立者であり、浅草公園六区に初めて劇場をつくったことで知られる。
1827年（文政10年）、常陸国筑波郡小田村西町（現在のつくば市小田）の豪農の長男に生まれる。結婚して家督を継いだが子ができなかったため弟に譲ったのをきっかけに放蕩が始まり、安政年間に、懇ろだった近所の年上後家のおそのと駆け落ちして上京、おそのの兄の中村翫左衛門が猿若町森田座の帳元（会計管理者）をしていたのでそれを頼ったが断られ、実家の下男だった者が麹町で、鰻屋が捨てる鰻の頭をもらい受けて焼き、それで売り食いしているのを聞き、その者から手ほどきを受けて鰻の頭の串焼き商売を始め、極貧ながら所帯を持って夫婦して懸命に働いた。8年ほどして一財産できたころ、芝居好きの浜吉は商売をおそのに任せて、自分は義理の甥・12代目守田勘彌 (おそのの兄・翫左衛門の実子で11代目の養子)の口利きで守田屋（森田屋から改称）の小札場で働きはじめた。1868年（明治元年）のころで、明治維新の時にはすでに41歳であった。守田座が新富町に移転した際には座元から大向こう（立見席）の株を買って大いに儲け、明治7年には、おその承諾のうえ権妻との間に娘の栄も生まれた。
芝居小屋に小田村の山田喜久次郎（旧姓は茂在）が立ち寄ったため、芝居をタダで見せてやった。浅草、吉原の顔役となった山田は鉄砲喜久と呼ばれ、明治22年の馬車屋事件の大喧嘩に顔を出したり、八王子に鉄砲横丁の名前を残した名うての暴れん坊だったが二人の交流は長く続いた。
明治初年、「道化踊」が東京市内で流行り、1879年（明治12年）まで深川区および下谷区の一部以外は興行が禁止されていたが年末に解禁になり、浜吉は1886年（明治19年）5月、浅草六区に道化手踊り興行場を開くべく申し出たがいったん不許可となった。同年11月、東京府は全市に散在する道化踊りを浅草寺など3か所の公園にまとめてはどうかと通達したところ、警視庁は「公園」の本来の用途を理由に強硬な反対の回答をした。しかし「道化踊」は一劇場で月間1.5万人の客を集めるほどの動員力があり、庶民の要望に応えるかたちで警視庁は1887年（明治20年）6月、浅草公園でもこれを許可した。
そこで浜吉は還暦になんなんとする同年、興行会社「根岸興行部」の基礎を作り、浅草公園六区に同地初めての劇場となる「常磐座」（のちの常盤座）を建てた。「常磐座」の名称は出身地の常磐にちなんでいる。娘の栄の婿に小泉丑治（婿入りのため「根岸丑治」を名乗ったが、浜吉との不和によりのちに旧姓の小泉に戻した）を迎え、1890年(明治23年)より年中無休の興行を実施して大いに発展した。浜吉は、歌舞伎・新派劇・連鎖劇などの演劇から、「活動写真」にも進出し浅草随一の興行師にのし上がった。以降、同劇場を中心に六区は、安来節に浅草オペラに軽演劇に活動写真にと隆盛を極める。
1908年(明治41年) 1月 火災により常磐座  焼失   
同年6月以降に焼跡の南側へ 明治40年3月の東京勧業博覧会で披露した大観覧車を譲り受け、設置          同年11月 常磐座 再建
1911年(明治44年) 常磐座の隣に金竜館（のちのロキシー）を開き 翌1912年（明治45年）5月7日 浜吉85歳で死去。
劇場経営を引き継いだ女婿の丑治は、1913年に隣の芝居茶屋を映画館東京倶楽部に改築し、常盤座・金竜館・東京倶楽部の3館の劇場を持ったのを機に、浜吉の家督を継がせた息子の根岸吉之助とともに「根岸興行部」を発足、1917年には兄弟会社「常盤興行」を興し、観音劇場と公園劇場を新築開場し興隆を極めたが、1923年の関東大震災で焼失した。丑治の長女むめ（梅）は所有していた焼け跡の土地の売却金で、夫亡きあと同棲していた年下の恋人高田保のパリ留学を支援するつもりでいたが、実家が温泉(金鉱とも)のボーリングに手を出して失敗し、土地代金はその負債の穴埋めに消え、高田も去った。
のちに満映理事などをつとめた根岸寛一（旧姓・立花）は丑治の甥であり、次女の婿でもある。寛一は青年時代（1918年（大正7年）ごろ）、浜吉および丑治と同郷の小田村から上京し、読売新聞記者を経て根岸興行部で働いている。また「浅草学」で知られる明治大学文学部教授井戸田総一郎は浜吉の曾孫にあたる。

## 2代目
根岸興行部の四代目当主は根岸浜吉という。吉之助の息子である。妻は京子。暁星小学校、同中学校を経て、1948年に早稲田大学高等師範部を卒業。卒業と同時に吉之助の木馬館の経営を助ける。1984年（昭和59年）1月、浪曲定席「木馬亭」を改革するための「木馬亭改革案」を月刊浪曲に発表し、実行に移そうとした矢先の4月、脳出血で倒れ、11月に亡くなる。息子は、映画監督の根岸吉太郎である。

## 註
1. 1 2 3 4 5  『根岸浜吉出世鑑』 酒井亀鶴 述、酒井亀次郎、明27.1
2. ↑  古屋野正伍『都市居住における適応技術の展開』（1980年）の記述を参照。ジェトロアジア経済研究所のサイト内の「技術と都市社会」にその全文がある。浜吉の名は「道化踊」の開設を申し出た「根岸浜吉なるもの」として警視庁の史料に名を残している。
3. ↑  東京都公文書館 フェイスブック2018年10月4日付
4. 1 2  『舞踏に死す―ミュージカルの女王・高木徳子』吉武輝子、文藝春秋 (1985/01)、p208
5. ↑  『ブラリひょうたん』  高田保 後篇月刊Acanthus第20号、茨城県立土浦第一高等学校進修同窓会旧本館活用委員会、平成22年1月26日
6. ↑  演劇年報. 日本: 中和出版, 1985.
7. ↑  長井好弘「時代の証言者」浪曲の聖地を守る 根岸京子.10 読売新聞2014年7月22日